# Перкинс, Уильям
Уильям Перкинс (англ. William Perkins, 1558—1602) — влиятельный английский протестантский богослов, один из наиболее видных деятелей пуританского движения эпохи правления королевы Елизаветы I.
В своих богословских трудах Перкинс, в методологическом отношении, был последователем французского философа Петра Рамуса, а содержательно ему был близок швейцарец Теодор Беза. Среди вопросов, интересовавших Перкинса в наибольшей степени — предопределение и христианская этика. В своих трудах «De Praedestinationis Modo et Ordine» (1598) и «God’s Free Grace and Man’s Free Will» (1602), Перкинс утверждал, что своим неизменным установлением Бог от вечности избрал одних людей для спасения, а других предопределил к проклятию, придерживаясь, таким образом, супралапсарианских взглядов. Также Перкинс обосновывал учение об ограниченном искуплении, согласно которому Христос умер во благо только избранных. Взгляды Перкинса подверг критике голландский богослов Якоб Арминий. По поводу уверенности избранных в своём спасении Перкинс полагал, что таковую даёт верующим санктификация. Моральным вопросам посвящены трактаты Перкинса «A Discourse of Conscience» (1596) и изданный посмертно «The Whole Treatise of the Cases of Conscience» (1606). Значительной популярностью пользовался посвящённый причинам спасения и проклятия трактат «Armilla avrea» (1590), выдержавший в английском переводе в 1591—1601 годах семь изданий.

## Биография
Уильям Перкин родился и вырос в деревне Марстон Джаббетт прихода Балкингтон, графство Уорикшир. Мало известно о раннем периоде жизни Перкинса, но, видимо, его семья была довольно состоятельна. В 1581 году Уильям получил степень бакалавра в колледже Христа Кембриджского университета, и там же степень магистра в 1584 году. Согласно Томасу Фуллеру, учившемуся в том же колледже полвека спустя, в молодости Перкинс «был очень диким». Затем, однако, будущий богослов покаялся и с тех пор радикально изменил образ жизни. По завершении образования он стал феллоу родного колледжа и сохранял это звание до своей женитьбы в 1595 году.
В первые годы своего служения Уильям Перкинс исполнял священнические обязанности по отношению к узникам местной тюрьмы, затем был назначен чтецом кембриджской церкви церкви святого Андрея Великого, находившейся через улицу от его дома. Проповеди Перкинса, придерживавшегося умеренных пуританских позиций, привлекали многочисленных слушателей, как студентов, так и горожан. Его ближайшими друзьями были богословы Лоренс Чедертон и Ричард Гринхэм. Перкинс не принимал участия во многочисленных ожесточённых спорах относительно литургических и экклезиастических вопросов, его в большей степени интересовали догматические проблемы, в которых он выступал защитником кальвинизма и противником католицизма. В частности, он выступал против коленопреклонения во время получения евхаристии, которое считал проявлением папизма.
Уильям Перкинс скончался в 1602 году от почечнокаменной болезни, оставив жену с тремя детьми, беременной четвёртым.

## Богословские труды

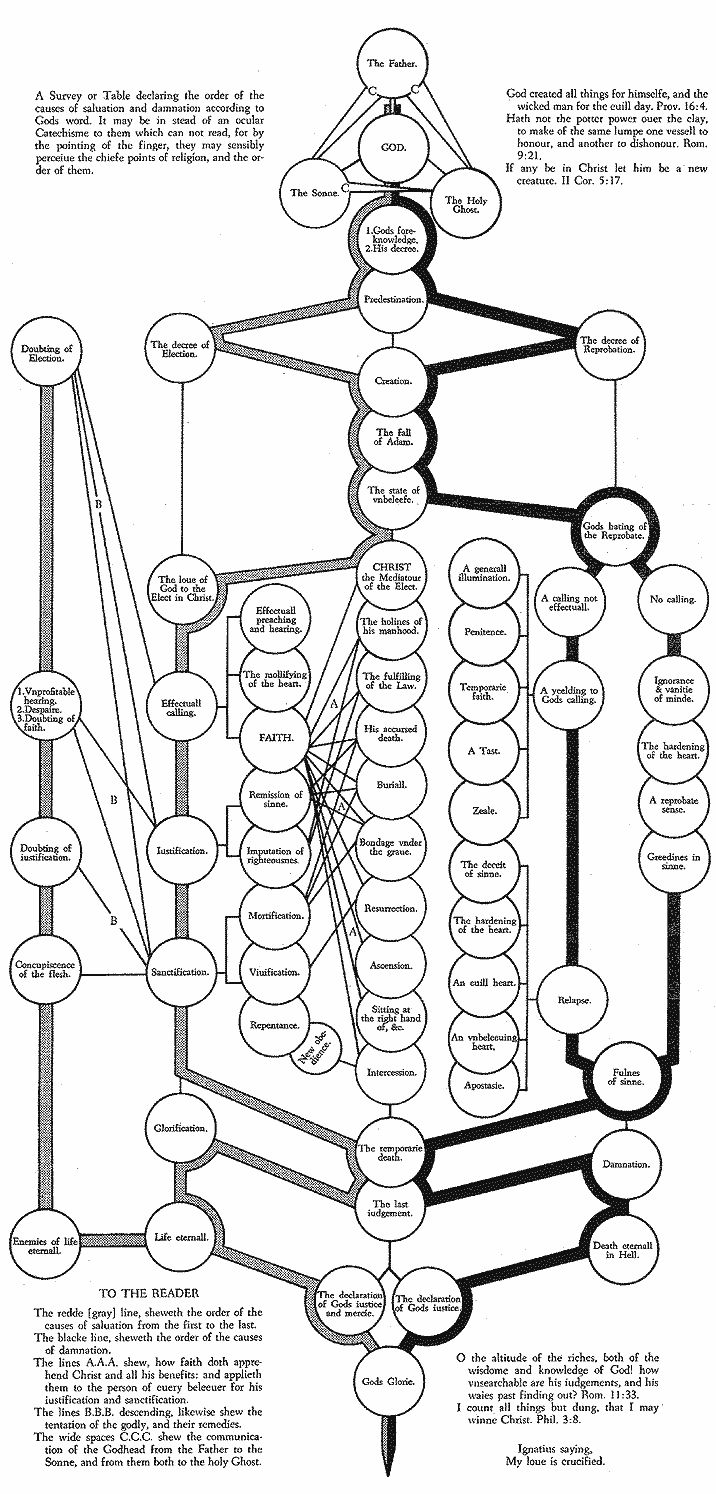
Диаграмма взаимосвязей основных богословских понятий согласно Уильяму Перкинсу

Наиболее полное выражение взглядов Перкинса на предопределение содержится в его выдержавшем множество латинских и английских изданий трактате «Armilla avrea» («A golden Chaine», «Золотая цепь», 1590). Следующий трактат, «A Christian and plaine Treatise of the Manner and Order of Predestination» снискал меньшую популярность, но тоже неоднократно переиздавался, особенно до 1631 года. Основное произведение Якоба Арминия «Examen Modestum Libelli» было ответом именно на него. Наконец, подробнейший экзегетический анализ содержится в изданном в 1595 году разъяснении Апостольского Символа веры, выдержавшего к 1631 году шесть изданий.
Учение Перкинса основано на идее вечной (eternal), неизменяемой (immutable) и всеохватывающей (all-embracing) воли (decree) Бога. В своём богословии предопределения применительно к проблеме существования греха Перкинс следует парадигме Ансельма Кентерберийского, утверждавшего отсутствие у зла метафизической реальности. Грех не является наличием чего-то, а напротив, отсутствием блага. Такой подход позволяет Перкинсу соотнести грехопадение Адама с абсолютной волей Бога, не делая его при этом источником греха. По его мнению, воля Бога двояка. Всеобщая (general) воля допускает существование зла в той степени, какой оно имеет отношение к благу, и в отношении неё можно сказать, что Господь хотел падения Адама. Частная (special) воля и относится к тому, что Бог считает правильным, и по ней Бог не желает падания Адама и грехов человеческих. Согласно приводимой Перкинсом аналогии, чиновнику не доставляет удовольствия смерть и казнь злоумышленника но, подписывая смертный приговор, можно сказать, что он желает её. В том же отношении Бог находится и ко всему прочему мировому злу. Абсолютного зла не существует, и вещи, порочные сами по себе, являются благими в перспективе вечности.
Относительно предопределения или «божьей воли в том, что касается человека», Перкинс, помимо собственной, выделяет три точки зрения. Первой он опровергает пелагиан, видящих причину предопределения в самом человеке, свободно принимающем или отвергающем благодать. Во-вторых, он отвергает лютеранский подход, в котором хотя и принимается учение о безусловном избрании к спасению, репробация ставится в зависимость от предвидимого Богом отказа человека от благодати. К третьей группе своих оппонентов Перкинс причисляет полупелагиан, приписывающих предопределение частью милости божьей, часть предвидимым заслугам. Соответственно, четвёртая возможность, которой придерживается Перкинс, составляющая реформатскую догму двойного предопределения, заключается в приписывании причину спасения или проклятия исключительно благоволению Бога. Согласно диаграмме Перкинса, избрание и репробация находятся в полной симметрии. Избрание понимается как единоличная свободная воля Бога определить некоторого человека к спасению через свою благодать. Это решение неизменно, и единожды избранный к спасению не может отпасть. Соответственно, репробацией является противоположное решение посредством справедливости. С целью более точного объяснения своей мысли, Перкинс выделяет в репробации два «действия» (acts). Первым Бог оставляет человека, являя ему свою справедливость, не по причине греховности отвергаемого, а исключительно из своей воли. Затем Бог определяет человека к наказанию и уничтожению за его грехи. Настаивая на божественном суверенитете над всеми созданиями, Перкинс не видит для осуждённого к проклятию человека праведно роптать. Полемизируя с теми, кто утверждает, что в его схеме Бог проявляет жестокость к своим созданиям, обрекая их на адские муки, Перкинс отвечал, что правильно говорить не о том, что своей волей Бог создал одних для проклятия, но для явления своей справедливости и славы в отношении тех, кто подлежит проклятию. Также Перкинс отрицал, что его учение делает Бога творцом греха, создавая тех, кому предназначено согрешить. Во-первых, причиной греха является зло содержащееся в сомом человеке а, во-вторых, результатом действий Бога является манифестация его свойств, то есть славы и справедливости и, наконец, следует различать грех и попустительство совершить таковой.

## Признание
Большинство прижизненных изданий трудов Перкинса было подготовлено печатником издательства Кембриджского университета Джоном Легатом (John Legate). Он же выпустил и посмертное трёхтомное собрание сочинений Перкинса в 1608—1609, перепечатывавшееся затем более дюжины раз. Латинское издание трудов вышло в 1668 году и переиздавалось 8 раз. Существуют переводы трудов Перкинса на французский, голландский, немецкий, уэльский, чешский, венгерский и испанский языки. Несмотря на чрезвычайно большое количество прижизненных публикаций (около четверти от общего количества книг издательства Кембриджского университета в период между 1590 и 1618 годами), не все современники Перкинса признавали его авторитет как богослова. Однако уже в следующем поколении он стал восприниматься как выразитель идеального сочетания строгости учения и пламенного благочестия. Уильям Эймс утверждал, что Перкинс «пролил свет во все концы земли». В XIX веке немецкий богослов Хайнрих Хеппе называл Перкинса «отцом пиетизма». Согласно Хеппе, основой богословия Перкинса являлся мистический союз верующего с Христом. В XX веке сходного взгляда придерживался Эрнест Штёффлер, называвший «Золотую цепь» самым ранним выражением пиетистского духа пуританства. По мнению американского исследователя, отличие в подходах Перкинса и Кальвина состояло не в более строгом изложении учения о предопределении у первого, а в большем упоре на христианский образ жизни.
Тем не менее, посвящённых Уильяму Перкинсу монографических исследований не появлялось до середины XX века, когда на его роль в кембриджских дебатах о предопределении не обратил Гарри Портер (Harry Culverwell Porter) в своей монографии «Reformation and Reaction in Tudor Cambridge» (1958). В 1970 году издание некоторых трудов Перкинса подготовил Айан Брюард (Ian Breward), сопроводив их обширным биографическим и богословским введением. С тех пор регулярно выходят посвящённые ему исследования. Современными исследователями Перкинс называется не только наиболее влиятельным богословом елизаветинской эпохи, но и первым английским кальвинистом, получившим европейское признание.